# José Miguel Salinas
José Miguel Salinas Moya (Málaga, 13 de agosto de 1952) es un dirigente deportivo y político español, presidente del Córdoba C. F. y de la Autoridad Portuaria de Málaga. Además de ser vicepresidente de la Junta de Andalucía, tras la presidencia y tras suceder a José Rodríguez de la Borbolla, y parlamentario andaluz por la provincia de Córdoba, entre 1983 a 1984 fue presidente de dicha diputación, además haber sido diputado provincial en la legislatura de 1979 a 1983. 

## Biografía
Nació en 1952 en Málaga, su padre fue José Salinas González, y es nieto de Rafael Salinas.
Es licenciado en Ciencias Económicas y Derecho, y máster en Alta Dirección de Empresas por el instituto San Telmo. Ingresó en la UGT y el PSOE. Fue diputado provincial entre 1979 y 1983, cargo que compatibilizó con el de secretario general de la Comisión Ejecutiva Provincial del PSOE de Córdoba (1978-1985). Ha sido también presidente de la Diputación de Córdoba entre 1983 y 1984.
En 1984, José Rodríguez de la Borbolla, lo nombra consejero de Gobernación de la Junta de Andalucía y al año siguiente vicepresidente (1985-1987). Elegido diputado autonómico en las elecciones de 1986, ese año es nombrado Consejero de Economía y Hacienda de la Junta de Andalucía, cargo que ocupa hasta 1990. También fue vicesecretario general del PSOE de Andalucía, director del Plan Estratégico de Córdoba así como presidente del Consejo Social de la Universidad de Córdoba (1989-1996). 
Entre 2009 y 2011 fue presidente del Córdoba C. F., cargo que había ocupado su padre entre 1960 y 1967.